# NMS Locotenent-Comandor Stihi Eugen
Le NMS Locotenent-Comandor Stihi Eugen était une canonnière de Lutte anti-sous-marine spécialisée de la marine militaire roumaine. Initialement construite comme aviso de la marine française baptisée La Friponne à la fin de la Première Guerre mondiale, elle a été achetée par la Roumanie en janvier 1920. Le 5 septembre 1944, la canonnière a été capturée par les soviétiques puis mise en service dans la marine soviétique sous le nom de Akhtuba. De retour en octobre 1945, le navire est revenu à la marine roumaine sous le nom de Eugen Stihi. En 1960, l'unité a été convertie en bâtiment hydrographique et a été déclassée en 2002.

## Construction et spécifications
Le Locotenent Lepri Remus était une canonnière de la classe Friponne. Construite à l'Arsenal de Lorient, elle a été lancée en 1917 et commandée par la marine française sous le nom de La Friponne en 1918. Elle a été vendue à la Roumanie en janvier 1920 avec trois autres unités identiques (La Mignonne, La Chiffonne, L'Impatiente).
Cette classe avait un déplacement de entre 344 et 443 tonnes. Sa propulsion se composait de deux moteurs diesel Sulzer alimentant deux arbres, résultant en une puissance de 900 ch qui lui a donné une vitesse de pointe de 15 nœuds. Elle avait une autonomie de 3.000 milles marins à 10 nœuds et de 1.600 milles marins à 15 nœuds. Elle était armée, à l'origine, de deux canons navals de 100 mm et de deux lanceurs de charge profonde de 400 mm, son équipage comptant 50.

## Service

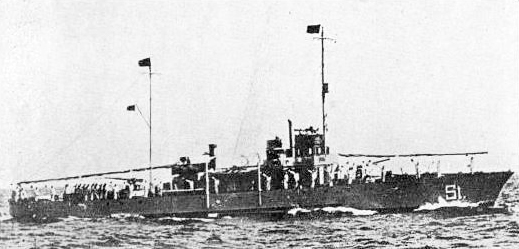
Stihi Eugen en 1937

La canonnière a servi dans la mer Méditerranée. Le 9 janvier 1920, le navire a été acheté par la Roumanie (avec trois autres unités jumelles) et le 15 janvier elle est entrée dans la marine sous le nom de "Locotenent-Comandor Stihi Eugen" et la désignation latérale "St". Le navire a été nommé d'après un officier de la marine roumaine décédé pendant la Première Guerre mondiale. 
Au tournant de 1939 et 1940, l'armement de l'unité est modernisé : les deux canons de 100 mm sont démantelés et deux canons antiaériens simples (Canon de 3,7 cm SK C/30) sont installés à la place. En 1942 ou 1943, la défense anti-aérienne du navire est renforcée par l'installation d'un seul canon de 20 mm, et au début de 1944, l'un des canons de 37 mm est remplacé par le canon de 88 mm.

## Fin de carrière
Le 5 septembre 1944, la canonnière a été capturée par les soviétiques à Constanța puis est entrée en service dans la marine de l'URSS sous le nom Akhtuba. Le navire a été rendu le 14 octobre 1945 et est rentré dans la marine roumaine sous le nom de Eugen Stihi. Le navire a reçu la désignation latérale D 61. 
En 1960, le navire a été converti en bâtiment hydrographique et a reçu la désignation NH 112. L'armement du navire à cette époque était un seul canon anti-aérien de 37 mm et deux supports de mitrailleuses doubles de calibre 14,5 mm. L'unité a été retirée du service en 2002.